# Franck Chabry
Pour les articles homonymes, voir Chabry.
 (octobre 2022).
Si vous disposez d'ouvrages ou d'articles de référence ou si vous connaissez des sites web de qualité traitant du thème abordé ici, merci de compléter l'article en donnant les références utiles à sa vérifiabilité et en les liant à la section « Notes et références ».
Frank Chabry est né (à Lausanne en 1916 et décédé à Genève en 1979) est un artiste-peintre et professeur d'art suisse.

## Biographie
Né à Lausanne et de nationalité suisse, Frank Chabry vit une enfance à Lausanne pendant la Première Guerre mondiale ; son père Jacques Etienne Chabry, français, ayant été mobilisé comme Officier d'artillerie. À la fin de la guerre, la famille s'installe à Paris. Sa mère Gabrielle de Jongh rentrera en Suisse et se fixera dès 1928 à Genève à la suite de son divorce la même année. Frank assumera à l’âge de 12 ans la responsabilité de chef de famille en raison des lois de l'époque. Il pourra cependant suivre les cours de Ph. Hainard à l'École des beaux-arts.
L'octroi d'une bourse fédérale suisse lui permit, de 1948 à 1950, de reprendre des études de peinture à Paris, à l'Académie de la Grande Chaumière, sous la direction des professeurs Planson, Lestrille Mac'Avoy. Il fut lui-même professeur aux Arts décoratifs de Genève, de 1961 à 1979, année de sa mort.

## Expositions
Ses œuvres ont été exposées dans de nombreuses galeries, parmi lesquelles : 
- Galerie Moos (Genève),
- Galerie Motte (Genève, Paris et exposition collective à Caracas),
- Galerie Creuze (Paris),
- Galerie du Vieux-Chêne (Genève),
- Galerie des Beaux-Arts (Bienne),
- Galerie Nicolas Rauch-Cottet (Genève),
- Galerie Pierre Huber (Genève),
- Manoir de Cologny (en 2007).

Frank Chabry a également participé à des manifestations telles que l'Exposition internationale de Paris, l'OEV au Grand Musée de Genève, l'Exposition nationale suisse au Musée d'Aarau, expositions SPAS et SSBA au Musée Rath de Genève, Salon d'art libre (Paris), Salon des artistes français (Paris), Salon d'automne (Paris).
Le Musée des Beaux-Arts de La Chaux-de-Fonds et le Musée de l'Athénée à Genève ont également exposé les œuvres de Frank Chabry et le Musée d'art et d'histoire de Genève s'est porté acquéreur de deux peintures. La Commune de Cologny a acquis 7 œuvres sur papier lors de l'exposition au Manoir en 2007.
Indépendamment de la Bourse fédérale suisse qui lui fut attribuée en 1948, Frank Chabry a reçu le premier prix du 42e concours Calame, Genève ; il a été lauréat du salon des artistes français, Paris 1976 et a été nommé sociétaire du salon d'automne, Paris 1977.
| Œuvres                                                         |
| Mosaïque de Chabry ornant un hall d'entrée d'immeuble à Genève |
|                                                                |
| Mosaïque de Chabry ornant un hall d'entrée d'immeuble à Genève |